# Intégrale de chemin
Ne doit pas être confondu avec Intégration de chemin.
 (juillet 2025).
Si vous disposez d'ouvrages ou d'articles de référence ou si vous connaissez des sites web de qualité traitant du thème abordé ici, merci de compléter l'article en donnant les références utiles à sa vérifiabilité et en les liant à la section « Notes et références ».

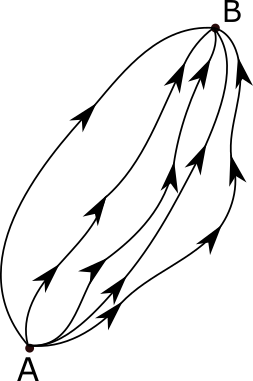
Pour qu'une particule se rende d'un point A à un point B en un temps donné, il existe une infinité de chemins possibles (dont 5 sont représentés ici).

Une intégrale de chemin (« path integral » en anglais) est une intégrale fonctionnelle, c'est-à-dire que l'intégrant est une fonctionnelle et que la somme est prise sur des fonctions, et non sur des nombres réels (ou complexes) comme pour les intégrales ordinaires. On a donc ici affaire à une intégrale en dimension infinie. Ainsi, on distinguera soigneusement l'intégrale de chemin (intégrale fonctionnelle) d'une intégrale ordinaire calculée sur un chemin de l'espace physique, que les mathématiciens appellent intégrale curviligne.
C'est Richard Feynman qui a introduit les intégrales de chemin en physique dans sa thèse, soutenue en mai 1942, portant sur la formulation de la mécanique quantique basée sur le lagrangien. La motivation originale provient du désir d'obtenir une formulation quantique de la théorie de l'absorbeur de Wheeler et Feynman à partir d'un lagrangien (plutôt que d'un hamiltonien) comme point de départ. En raison de la seconde Guerre mondiale, ces résultats n'ont été publiés qu'en 1948. Cet outil mathématique s'est rapidement imposé en physique théorique avec sa généralisation à la théorie quantique des champs, permettant notamment une quantification des théories de jauge non-abéliennes plus simple que la procédure de quantification canonique.
Par ailleurs, le mathématicien Mark Kac a ensuite développé un concept similaire pour la description théorique du mouvement brownien, s'inspirant de résultats obtenus par Norbert Wiener dans les années 1920. On parle dans ce cas de la formule de Feynman-Kac, qui est une intégrale pour la mesure de Wiener.

## Genèse du concept d'intégrale de chemin
Alors qu'il est étudiant de 3e cycle sous la direction de Wheeler à l'université de Princeton, le jeune Feynman cherche une méthode de quantification basée sur le lagrangien pour pouvoir décrire un système ne possédant pas nécessairement d'hamiltonien. Sa motivation première est de quantifier la nouvelle formulation de l'électrodynamique classique basée sur l'action à distance qu'il vient juste de développer avec Wheeler.
Au printemps de 1941, il rencontre Herbert Jehle, alors visiteur à Princeton, qui lui indique lors d'une soirée à la Nassau Tavern l'existence d'un article de Dirac qui discute précisément la quantification à partir du lagrangien. Jehle précise à Feynman que cette formulation permet une approche relativiste covariante bien plus aisée que celle basée sur le hamiltonien. Le lendemain, les deux physiciens se rendent à la bibliothèque pour étudier l'article de Dirac. Ils y lisent notamment la phrase suivante :
| Pour deux instants {\displaystyle t} et {\displaystyle t+\epsilon \,} voisins, l'amplitude de transition élémentaire {\displaystyle \langle q_{2}(t+\epsilon )\|q_{1}(t)\rangle \,} est analogue à {\displaystyle \exp(iS[q]/\hbar )\,} |

Dans cette formule, la grandeur S[q(t)] est l'action classique :
| {\displaystyle S[q_{2}(t+\epsilon ),q_{1}(t)]\ =\ \int _{t}^{t+\epsilon }L(q,{\dot {q}})\ \mathrm {d} t\ =\ L\left(q_{1},{\frac {q_{2}-q_{1}}{\epsilon }}\right)\ \epsilon \,} |

Afin de comprendre ce que Dirac veut dire par analogue, Feynman étudie le cas d'une particule non relativiste de masse m pour laquelle le lagrangien s'écrit :
| {\displaystyle L(q,{\dot {q}})\ =\ {\frac {m}{2}}{\dot {q}}^{2}\ -\ V(q)} |

On sait que :
| {\displaystyle \langle q_{2}\|\psi (t+\epsilon )\rangle \ =\ \psi (q_{2},t+\epsilon )\ =\ \int \mathrm {d} q_{1}\,\langle q_{2}(t+\epsilon )\|q_{1}(t)\rangle \,\langle q_{1}\|\psi (t)\rangle } |

Feynman suppose alors une relation de proportionnalité :
| {\displaystyle \psi (q_{2},t+\epsilon )\ =\ A\ \int \mathrm {d} q_{1}\,\exp \,\left(\,i\,{\frac {S[q(t)]}{\hbar }}\,\right)\ \psi (q_{1},t)} |

où A est une constante inconnue. En présence de Jehle, Feynman démontre que cette équation implique que {\displaystyle \psi (q,t)\,} obéit à l'équation de Schrödinger :
| {\displaystyle \left[\,-\ {\frac {\hbar ^{2}}{2m}}\ {\frac {\partial ^{2}~~}{\partial q^{2}}}\ +\ V(q)\,\right]\ \psi (q,t)\ =\ i\,\hbar \ {\frac {\partial ~~}{\partial t}}\psi (q,t)} |

à la condition que la constante inconnue A soit égale à :
| {\displaystyle A\ =\ {\sqrt {\frac {m}{2\pi \hbar i\epsilon }}}} |

À l'automne 1946, lors du bicentenaire de l'université de Princeton, Feynman rencontra Dirac et le bref échange suivant eut lieu :
Feynman. — « Saviez-vous que ces deux grandeurs étaient proportionnelles ? »
Dirac. — « Elles le sont ? »
Feynman. — « Oui. »
Dirac. — « Oh ! C'est intéressant. »
Cette réponse laconique mettra un point final à la discussion… Pour plus de détails historiques, on lira avec profit l'article de Schweber.

## Rappels sur le propagateur de l'équation de Schrödinger
Pour simplifier les notations, on se restreint ci-dessous au cas d'une seule dimension d'espace. Les résultats s'étendent sans difficulté à un nombre quelconque de dimensions.

### Définition
Considérons une particule de masse m non relativiste, décrite en mécanique quantique par une fonction d'onde. Supposons que l'on se donne la condition initiale {\displaystyle \psi (q_{0},t_{0})\,} à un instant initial {\displaystyle t_{0}\,} fixé. Alors, la fonction d'onde à un instant ultérieur {\displaystyle t_{1}>t_{0}\,}, solution de l'équation de Schrödinger, est donnée par l'équation intégrale :
| {\displaystyle \psi (q_{1},t_{1})\ =\ \int \mathrm {d} q_{0}\ K(q_{1},t_{1}\|q_{0},t_{0})\ \psi (q_{0},t_{0})} |

où {\displaystyle K(q_{1},t_{1}|q_{0},t_{0})\,} est le propagateur de la particule :
| {\displaystyle {K(q_{1},t_{1}\|q_{0},t_{0})\ :=\ \left\langle q_{1}{\Big \|}e^{-i{\hat {H}}(t_{1}-t_{0})/\hbar }{\Big \|}q_{0}\right\rangle }} |

Ĥ est l'opérateur hamiltonien de la particule.

### Équation de Chapman-Kolmogorov
Rappelons que, si {\displaystyle t_{2}>t_{1}>t_{0}\,}, le propagateur obéit à l'équation de Chapman-Kolmogorov :
| {\displaystyle K(q_{2},t_{2}\|q_{0},t_{0})\ =\ \int \mathrm {d} q_{1}\ K(q_{2},t_{2}\|q_{1},t_{1})\ K(q_{1},t_{1}\|q_{0},t_{0})} |

Cette relation va nous permettre de trouver l'expression du propagateur en termes d'une intégrale de chemin.

## Expression du propagateur en termes d'intégrale de chemin
Cherchons l'expression du propagateur {\displaystyle K(q_{f},t_{f}|q_{i},t_{i})\,} entre l'instant initial {\displaystyle t_{i}\,} et l'instant final {\displaystyle t_{f}\,}.

### Application de l'équation de Chapman-Kolmogorov
On découpe l'intervalle de temps {\displaystyle \Delta t=t_{f}-t_{i}\,} en N intervalles de temps élémentaires de durée {\displaystyle \epsilon \,} en introduisant les N + 1 instants :
| {\displaystyle t_{k}\ =\ t_{0}\ +k\ \epsilon } pour {\displaystyle \,k\in \{0,\dots ,N\}} |

avec {\displaystyle t_{0}=t_{i}\,} et {\displaystyle t_{N}=t_{f}\,}. Il y a donc N − 1 instants intermédiaires {\displaystyle t_{k}\,} entre l'instant initial {\displaystyle t_{0}\,} et l'instant final {\displaystyle t_{N}\,}. Pour que les intervalles de temps aient une durée {\displaystyle \epsilon =t_{k+1}-t_{k}\,} élémentaire, la limite {\displaystyle N\to +\infty \,} est sous-entendue.
L'application de l'équation de Chapman-Kolmogorov une première fois permet d'écrire :
| {\displaystyle K(q_{N},t_{N}\|q_{0},t_{0})\ =\ \int \mathrm {d} q_{N-1}\ K(q_{N},t_{N}\|q_{N-1},t_{N-1})\ K(q_{N-1},t_{N-1}\|q_{0},t_{0})} |

puis, en l'appliquant une deuxième fois :
| {\displaystyle K(q_{N},t_{N}\|q_{0},t_{0})\ =\ \int \mathrm {d} q_{N-1}\mathrm {d} q_{N-2}\ K(q_{N},t_{N}\|q_{N-1},t_{N-1})\ K(q_{N-1},t_{N-1}\|q_{N-2},t_{N-2})\ K(q_{N-2},t_{N-2}\|q_{0},t_{0})} |

et ainsi de suite. On obtient finalement après N − 1 applications aux N − 1 temps intermédiaires :
| {\displaystyle K(q_{N},t_{N}\|q_{0},t_{0})\ =\ \int \left[\,\prod _{k=1}^{N-1}\mathrm {d} q_{k}\,\right]\ K(q_{N},t_{N}\|q_{N-1},t_{N-1})\times \cdots \times K(q_{k+1},t_{k+1}\|q_{k},t_{k})\times \cdots \times K(q_{1},t_{1}\|q_{0},t_{0})} |

On est ainsi amené à considérer le propagateur élémentaire :
| {\displaystyle K(q_{k+1},t_{k+1}\|q_{k},t_{k})\ =\ \left\langle q_{k+1}{\Big \|}e^{-i{\hat {H}}\epsilon /\hbar }{\Big \|}q_{k}\right\rangle } |

### Propagateur élémentaire: formule de Feynman-Dirac
Pour une particule de masse {\displaystyle m\,} non relativiste à une dimension dans un potentiel, dont l'opérateur hamiltonien s'écrit :
| {\displaystyle {\hat {H}}\ =\ {\hat {H}}_{0}\ +\ V({\hat {q}})} |

et le propagateur élémentaire s'écrit :
| {\displaystyle K(q_{k+1},t_{k+1}\|q_{k},t_{k})\ =\ \left\langle q_{k+1}{\Big \|}e^{-i\,[\,{\hat {H}}_{0}+V({\hat {q}})\,]\,\epsilon /\hbar }{\Big \|}q_{k}\right\rangle } |

On utilise la formule de Trotter-Kato :
| {\displaystyle e^{t({\hat {A}}+{\hat {B}})}\ =\ \lim _{n\to \infty }\ \left[\ e^{{\hat {A}}t/n}\ \times \ e^{{\hat {B}}t/n}\ \right]^{n}} |

Cette formule n'est pas triviale, car les opérateurs {\displaystyle {\hat {A}}\,} et {\displaystyle {\hat {B}}\,} ne commutent en général pas, mais elle se comprend bien car {\displaystyle (1+\epsilon _{1})(1+\epsilon _{2})=1+\epsilon _{1}+\epsilon _{2}=(1+\epsilon _{2})(1+\epsilon _{1})} quand {\displaystyle \epsilon _{1}} et {\displaystyle \epsilon _{2}} sont petits devant 1. On obtient ici :
| {\displaystyle K(q_{k+1},t_{k+1}\|q_{k},t_{k})\ =\ \left\langle q_{k+1}{\Big \|}e^{-i\epsilon {\hat {H}}_{0}/\hbar }\ \times \ e^{-i\epsilon V({\hat {q}})/\hbar }{\Big \|}q_{k}\right\rangle } |

On peut sortir l'exponentielle contenant le potentiel qui ne dépend que de la position :
| {\displaystyle K(q_{k+1},t_{k+1}\|q_{k},t_{k})\ =\ \left\langle q_{k+1}{\Big \|}e^{-i\epsilon {\hat {H}}_{0}/\hbar }{\Big \|}q_{k}\right\rangle \ \times \ e^{-i\epsilon V(q_{k})/\hbar }} |

L'élément de matrice restant est le propagateur de la particule libre, donc on peut finalement écrire l'expression :
| {\displaystyle K(q_{k+1},t_{k+1}\|q_{k},t_{k})\ =\ K_{0}(q_{k+1},t_{k+1}\|q_{k},t_{k})\ \times \ e^{-i\epsilon V(q_{k})/\hbar }} |

Or l'expression du propagateur libre est connue exactement :
| {\displaystyle K_{0}(q_{k+1},t_{k+1}\|q_{k},t_{k})\ =\ {\sqrt {\frac {m}{2\pi i\hbar \epsilon }}}\ \exp \left({\frac {+im(q_{k+1}-q_{k})^{2}}{2\hbar \epsilon }}\right)} |

On remarque que l'argument de l'exponentielle peut se réécrire en termes d'une expression discrétisée de la vitesse :
| {\displaystyle {\dot {q}}_{k}\ =\ {\frac {(q_{k+1}-q_{k})}{\epsilon }}} |

comme :
| {\displaystyle K_{0}(q_{k+1},t_{k+1}\|q_{k},t_{k})\ =\ {\sqrt {\frac {m}{2\pi i\hbar \epsilon }}}\ \exp \left({\frac {+im{\dot {q}}_{k}^{2}\epsilon }{2\hbar }}\right)} |

On en déduit que le propagateur élémentaire s'écrit :
| {\displaystyle K(q_{k+1},t_{k+1}\|q_{k},t_{k})\ =\ \ {\sqrt {\frac {m}{2\pi i\hbar \epsilon }}}\ \exp \left({\frac {+im{\dot {q}}_{k}^{2}\epsilon }{2\hbar }}\right)\times \ \exp \left({\frac {-i\epsilon V(q_{k})}{\hbar }}\right)} |

Les arguments des deux exponentielles étant maintenant des nombres complexes, on peut écrire sans difficultés :
| {\displaystyle K(q_{k+1},t_{k+1}\|q_{k},t_{k})\ =\ \ {\sqrt {\frac {m}{2\pi i\hbar \epsilon }}}\ \exp \left({\frac {+im{\dot {q}}_{k}^{2}\epsilon }{2\hbar }}\ -\ i\epsilon {\frac {V(q_{k})}{\hbar }}\right)} |

soit encore :
| {\displaystyle K(q_{k+1},t_{k+1}\|q_{k},t_{k})\ =\ \ {\sqrt {\frac {m}{2\pi i\hbar \epsilon }}}\ \exp \left[+{\frac {i}{\hbar }}\ \left({\frac {m}{2}}{\dot {q}}_{k}^{2}\ -\ V(q_{k})\right)\ \epsilon \ \right]} |

Le terme entre parenthèses représente le Lagrangien de la particule :
| {\displaystyle L(q_{k},{\dot {q}}_{k})\ =\ {\frac {m}{2}}{\dot {q}}_{k}^{2}\ -\ V(q_{k})} |

d'où la formule de Feynman-Dirac pour le propagateur élémentaire :
| {\displaystyle K(q_{k+1},t_{k+1}\|q_{k},t_{k})\ =\ \ {\sqrt {\frac {m}{2\pi i\hbar \epsilon }}}\ \exp \left[+{\frac {i}{\hbar }}\ L(q_{k},{\dot {q}}_{k})\ \epsilon \ \right]} |

### Intégrale de chemin
On injecte l'expression de Feynman-Dirac dans la formule générale :
| {\displaystyle K(q_{N},t_{N}\|q_{0},t_{0})\ =\ \int \left[\,\prod _{k=1}^{N-1}dq_{k}\,\right]\ K(q_{N},t_{N}\|q_{N-1},t_{N-1})\times \dots \times K(q_{k+1},t_{k+1}\|q_{k},t_{k})\times \dots \times K(q_{1},t_{1}\|q_{0},t_{0})} |

Il vient :
| {\displaystyle K(q_{N},t_{N}\|q_{0},t_{0})\ =\ \left(\,{\frac {m}{2\pi i\hbar \epsilon }}\,\right)^{N/2}\ \int \left[\,\prod _{k=1}^{N-1}dq_{k}\,\right]\ \exp \left[+{\frac {i}{\hbar }}\ L(q_{N-1},{\dot {q}}_{N-1})\ \epsilon \ \right]\times \dots \times \exp \left[+{\frac {i}{\hbar }}\ L(q_{k},{\dot {q}}_{k})\ \epsilon \ \right]\times \dots \times \exp \left[+{\frac {i}{\hbar }}\ L(q_{0},{\dot {q}}_{0})\ \epsilon \ \right]} |

L'argument des exponentielles étant des nombres complexes, on peut écrire :
| {\displaystyle K(q_{N},t_{N}\|q_{0},t_{0})\ =\ \left(\,{\frac {m}{2\pi i\hbar \epsilon }}\,\right)^{N/2}\ \int \left[\,\prod _{k=1}^{N-1}dq_{k}\,\right]\ \exp \left[+{\frac {i}{\hbar }}\ \left[\,L(q_{N-1},{\dot {q}}_{N-1})+\dots +L(q_{k},{\dot {q}}_{k})+\dots +L(q_{0},{\dot {q}}_{0})\,\right]\ \epsilon \ \right]} |

On reconnait dans l'argument de l'exponentielle une discrétisation de l'action classique :
| {\displaystyle \lim _{N\to \infty }\sum _{k=1}^{N-1}L(q_{k},{\dot {q}}_{k})\epsilon \ =\ \int _{t_{0}}^{t_{N}}L(q(t),{\dot {q}}(t))dt\ =\ S\left[\,q(t)\,\right]} |

On en déduit avec Feynman l'expression du propagateur comme intégrale fonctionnelle sur tous les chemins continus :
| {\displaystyle K(q_{N},t_{N}\|q_{0},t_{0})\ =\ \int {\mathcal {D}}q(t)\ {\textrm {e}}^{+{\frac {i\,S\left[\,q(t)\,\right]}{\hbar }}}} |

avec la mesure formelle :
| {\displaystyle {\mathcal {D}}q(t)\ =\ \lim _{N\to \infty }\left(\,{\frac {m}{2\pi i\hbar \epsilon }}\,\right)^{N/2}\ \left[\,\prod _{k=1}^{N-1}dq_{k}\,\right]} |

### Interprétation
La formule de Feynman :
| {\displaystyle K(q_{f},t_{f}\|q_{i},t_{i})\ =\ \int {\mathcal {D}}q(t)\ {\textrm {e}}^{+{\frac {i\,S\left[\,q(t)\,\right]}{\hbar }}}} |

admet l'interprétation suivante : pour calculer l'amplitude de transition du point initial {\displaystyle q_{i}\,} à l'instant {\displaystyle t_{i}\,} vers le point final {\displaystyle q_{f}\,} à l'instant {\displaystyle t_{f}}, il faut considérer tous les chemins continus {\displaystyle q(t)\,} vérifiants les conditions aux limites : {\displaystyle q(t_{i})=q_{i}\,} et {\displaystyle q(t_{f})=q_{f}\,}. Chaque chemin se voit attribuer un « poids » complexe de module unité : {\displaystyle \exp(iS[q(t)]/\hbar )\,}, où {\displaystyle S[q(t)]\,} est l'action classique calculée sur ce chemin. On « somme » alors cette infinité non dénombrable de poids complexes, et on obtient in fine l'amplitude de transition désirée.
Cette interprétation est l'œuvre de Feynman seul, Dirac n'ayant pas franchi le pas. Elle est implicite dans sa thèse de 1942, et explicite dans la publication de 1948.

## Limite semi-classique
Dans la limite où l'action du système est beaucoup plus grande que {\displaystyle \hbar }, on peut utiliser un développement du type semi classique, où {\displaystyle y} est une petite perturbation de la trajectoire classique {\displaystyle x_{c}}: {\displaystyle x=x_{c}+y}
Considérons un Lagrangien standard :
{\displaystyle {\mathcal {L}}[x,{\dot {x}}]={\frac {m{\dot {x}}^{2}}{2}}-V(x)}
On écrit alors l'action sous la forme suivante, en se limitant au deuxième ordre :
{\displaystyle S[x]\approx S[x_{c}]+\int _{t_{i}}^{t_{f}}\mathrm {d} t\underbrace {\left.{\frac {\partial S}{\partial x(t)}}\right|_{x_{c}}} _{=0}y(t)+{\frac {1}{2}}\int _{t_{i}}^{t_{f}}\mathrm {d} t_{1}\,\mathrm {d} t_{2}\left.{\frac {\partial ^{2}S}{\partial x(t_{1})\partial x(t_{2})}}\right|_{x_{c}}y(t_{1})y(t_{2})\Longrightarrow S[x]\approx S[x_{c}]+{\frac {1}{2}}\int _{t_{i}}^{t_{f}}\mathrm {d} t(m{\dot {y}}^{2}-V''(x_{c})y^{2})}
on peut donc approximer le propagateur :
{\displaystyle K(x_{f},t_{f};x_{i},t_{i})\approx \mathrm {e} ^{iS[x_{c}]/\hbar }\int {\mathcal {D}}[y]\mathrm {e} ^{i\int _{t_{i}}^{t_{f}}\mathrm {d} t(m{\dot {y}}^{2}-V''(x_{c})y^{2})/2\hbar }}
une intégration par parties de l'exposant ramène à une forme gaussienne :
{\displaystyle K(x_{f},t_{f};x_{i},t_{i})\approx \mathrm {e} ^{iS[x_{c}]/\hbar }\int {\mathcal {D}}[y]\mathrm {e} ^{i\int _{t_{i}}^{t_{f}}\mathrm {d} t(y[-m{\frac {d^{2}}{\mathrm {d} t^{2}}}-V''(x_{c})]y)/2\hbar }}
Définissons l'opérateur {\displaystyle {\hat {O}}=-m{\frac {d^{2}}{\mathrm {d} t^{2}}}-V''(x_{c})}
Les règles de calcul des intégrales gaussiennes fournissent :
{\displaystyle K(x_{f},t_{f};x_{i},t_{i})\approx cste\cdot {\sqrt {\frac {1}{\mathrm {Det} ({\hat {O}})}}}\cdot \mathrm {e} ^{iS[x_{c}]/\hbar }}
Considérons maintenant la fonction {\displaystyle \Psi (t)} définie comme suit :
{\displaystyle {\hat {O}}\Psi =\left(-m{\frac {\mathrm {d} ^{2}}{\mathrm {d} t^{2}}}-V''(x_{c})\right)\Psi =0}
avec les conditions de bords :
{\displaystyle \Psi (t_{i})=0\ ,\ \Psi '(t_{i})=1}
On peut alors montrer que :
{\displaystyle Det({\hat {O}})=cste\cdot \Psi (t_{f})}
ce qui nous donne pour l'approximation du propagateur :
{\displaystyle K(x_{f},t_{f};x_{i},t_{i})\approx {\sqrt {\frac {A}{\Psi (t_{f})}}}\cdot \mathrm {e} ^{iS[x_{c}]/\hbar }}
on détermine la constante A à partir du propagateur de la particule libre :
{\displaystyle K_{fp}(x_{f},t_{f};x_{i},t_{i})={\sqrt {\frac {m}{2\pi i\hbar (t_{f}-t_{i})}}}\mathrm {e} ^{iS[x_{c}]/\hbar }}
dans le cas de la particule libre, la fonction {\displaystyle \Psi } qui satisfait les conditions exposées plus haut est {\displaystyle \Psi (t)=t-t_{i}}, ce qui nous donne immédiatement une expression pour A. On obtient finalement l'approximation dite semi-classique du propagateur :
{\displaystyle K(x_{f},t_{f};x_{i},t_{i})\approx {\sqrt {\frac {m}{2\pi i\hbar \Psi (t_{f})}}}\cdot \mathrm {e} ^{iS[x_{c}]/\hbar }}
Cette approximation est puissante, et peut même donner parfois un résultat exact, comme dans le cas où le potentiel est celui d'un oscillateur harmonique de fréquence {\displaystyle \omega }. Dans ce cas, la fonction {\displaystyle \Psi } doit satisfaire, en plus des conditions de bord :
{\displaystyle \left(-m{\frac {d^{2}}{\mathrm {d} t^{2}}}-m\omega ^{2}\right)\Psi =0\Longrightarrow \Psi (t)={\frac {\sin \omega (t-t_{i})}{\omega }}}
et on obtient l'expression exacte du propagateur de l'oscillateur harmonique, par l'approximation semi-classique :
{\displaystyle K_{ho}(x_{f},t_{f};x_{i},t_{i})={\sqrt {\frac {m\omega }{2\pi i\hbar \sin \omega (t_{f}-t_{i})}}}\cdot \mathrm {e} ^{iS[x_{c}]/\hbar }}
avec l'action classique de l'oscillateur harmonique :
{\displaystyle S_{cl}[x]=\int _{t_{i}}^{t_{f}}\mathrm {d} t{\mathcal {L}}[x,{\dot {x}}]={\frac {m\omega }{2}}\left[(x_{f}^{2}+x_{i}^{2})\cot \omega (t_{f}-t_{i})-{\frac {2x_{i}x_{f}}{\sin \omega (t_{f}-t_{i})}}\right]}
à noter une autre formulation équivalente de l'approximation semi-classique, dite de Van Vleck–Pauli–Morette, qui découle directement de la précédente :
{\displaystyle K(x_{f},t_{f};x_{i},t_{i})_{sc}={\sqrt {-{\frac {1}{2\pi i\hbar }}{\frac {\partial ^{2}S_{cl}}{\partial x_{i}\partial x_{f}}}}}\cdot \mathrm {e} ^{iS_{cl}/\hbar }}